# Épidémie de typhus à Nantes
L’épidémie de typhus à Nantes frappe les prisons de Nantes, puis les hospices et la ville elle-même entre la seconde moitié de 1793 et mi-1794.
La cause première en est la surpopulation des prisons à partir de mars-avril 1793, liée à la concentration sur Nantes d'un grand nombre de prisonniers dans le contexte de la guerre de Vendée. Par ailleurs, la pénurie alimentaire (due aux ravages dans les campagnes environnantes), et les cadavres et immondices qui jonchent les rues (du fait des nombreuses exécutions et de l'insuffisance des moyens pour faire face à la situation) aggravent la situation sanitaire de la ville qui abrite à cette époque une population de 85 000 à 100 000 personnes (contre 77 000 en 1789).
Cet état de fait se traduit par diverses épidémies (gale, diarrhées meurtrières…), mais surtout par l'épidémie de typhus exanthématique, qui ravage les prisons essentiellement entre octobre 1793 et juillet 1794, causant quelque 3 000 morts dans les prisons uniquement et environ 10 000 morts pour l'ensemble de la ville,. Malgré plusieurs alertes des représentants de la commune, les autorités révolutionnaires ne prendront conscience de l'ampleur de l'épidémie que bien trop tard. Il semble que l'épidémie ait encouragé Jean-Baptiste Carrier à ordonner l'exécution en masse des prisonniers, notamment ceux de la prison de l'Entrepôt des cafés, marquant ainsi le début des noyades et des fusillades de Nantes.

## Contexte

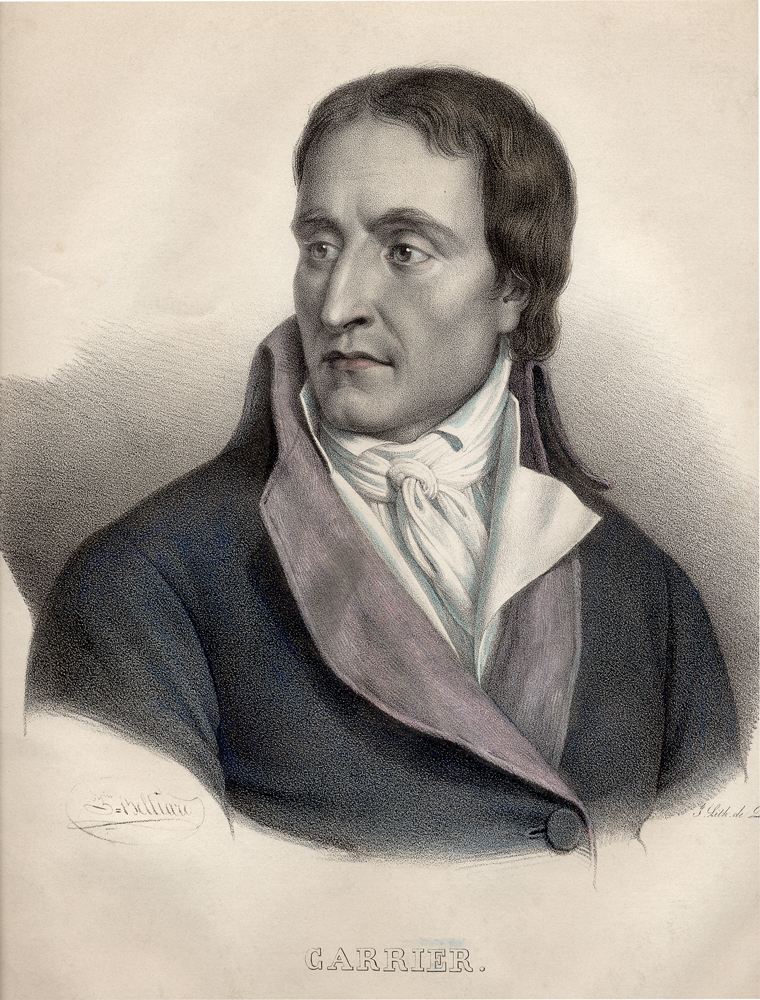
Jean-Baptiste Carrier trouve une situation sanitaire très compromise dès son arrivée à Nantes au début d'octobre 1793.

L'épidémie s'inscrit dans le contexte de la Guerre de Vendée, qui provoque, à partir de mars-avril 1793, une concentration très importante de prisonniers à Nantes, dépassant les capacités d'accueil de la ville (les chiffres de 12 000 à 20 000 prisonniers sont cités). C'est cette surpopulation des prisons, bien antérieure à l'arrivée de Jean-Baptiste Carrier en octobre 1793 (alors que se déclarent des foyers de typhus dans plusieurs prisons) qui est sans doute la cause première de l'épidémie.
La population totale de Nantes était de 85 000 ou 86 000 personnes avant la guerre de Vendée, elle atteignit un maximum 95 000 à 100 000 au plus fort du conflit par l'afflux de soldats, de prisonniers, de blessés ou de réfugiés. La population municipale resta cependant stable pendant la période révolutionnaire ; 77 000 à 78 000 personnes. La surmortalité frappe essentiellement les militaires, les réfugiés et surtout les prisonniers vendéens.
Cependant, les exécutions sommaires ordonnées par Carrier contribuent à aggraver encore la situation, dans la mesure où immondices et cadavres ne sont pas ôtés des rues par une voirie désorganisée :  
- fusillades de Nantes, en plaine de Gigant ; 2 600 morts[6]
- guillotine, place du Bouffay ; 144 morts[7]. Dont 24 paysans et laboureurs exécutés le 17 décembre 1793, dont 4 enfants de 13 à 14 ans et 27 victimes le 19 décembre dont 7 femmes parmi lesquelles les sœurs La Métayrie, âgées de 17 à 28 ans[8].
- noyades, dans la Loire au niveau de Chantenay, polluant l'eau du fleuve au point qu'« une ordonnance de police doit être prise pour interdire de boire l'eau de la Loire, que les cadavres ont infectée »[5] ;

Selon Jacques Hussenet, 1 800 à 4 800 personnes sont noyées sur ordre de Carrier, 2 000 autres personnes peut-être, furent noyées sur ordre d'autres révolutionnaires nantais. Au moins 4 000 personnes périssent dans les noyades selon Jean-Clément Martin. Alfred Lallié évalua à 4 860 le nombre des noyés.
Selon Jacques Hussenet, en dehors des noyades, 3 200 à 3 800 personnes sont exécutées à Nantes par la guillotine ou les fusillades.
Pour les prisonniers de l'entrepôt, le bilan sera terrible : en février 1794, du fait des noyades, des fusillades ajoutées au froid, à la faim et au typhus, seules quelques-unes des 8 000 à 9 000 personnes emprisonnées à l'entrepôt échapperont à la mort. Pour certains auteurs, outre les exécutions, le fait que Carrier et les autorités républicaines laissèrent les prisonniers, de tout âge et de tout sexe, dans des conditions d'hygiène exécrables, prouve leur volonté délibérée d'exterminer une population qualifiée de « brigands hors-la-loi ».

## Épidémies diverses à Nantes
Le médecin Guillaume François Laennec relève les premiers signes de plusieurs maladies épidémiques dès le 4 juin 1793, lors de sa visite à la prison Sainte-Claire. Il note déjà des fièvres gastriques, des diarrhées suspectes, et un début de scorbut. Puis, c'est la dysenterie, causée d'après Guillaume Laennec par l'entassement des prisonniers vendéens ou chouans dans les bâtiments de l'entrepôt de marine qui accueillera jusqu'à 8 000 à 9 000 personnes en décembre 1793.
Puis, outre la dysenterie bacillaire, la gale (avec environ 1500 à 2000 galeux dans les hôpitaux), la syphilis, les fièvres puerpérales des détenues en couches, quelques cas de scorbut, la varicelle chez les enfants captifs, Nantes doit compter avec une effroyable épidémie de typhus exanthématique,. Cette maladie infectieuse qualifiée à l'époque de divers noms (« fièvre des camps », « fièvre des prisons »...) est — et de loin — l'épidémie la plus grave, même si elle est accompagnée de diarrhées meurtrières. Jean Hectot, directeur du Jardin des plantes de Nantes de 1803 à 1820, alors qu'il seconde son prédécesseur François Le Meignen écrit à propos de l'emplacement du deuxième Jardin des plantes qu'« à l'Est, une excavation de 150 pieds sur 30 laisse apparaître le roc après que la terre ait été décapée pour ensevelir les trop nombreux cadavres résultant de la guerre civile, de la Terreur, mais plus encore de la "maladie de l'entrepôt" ; le typhus ».

## Analyse de l'épidémie de typhus par leDrLe Borgne
Le Dr Le Borgne a publié au début des années 1850 une analyse de l'épidémie et en particulier de ses causes et de son déroulement.

### Causes

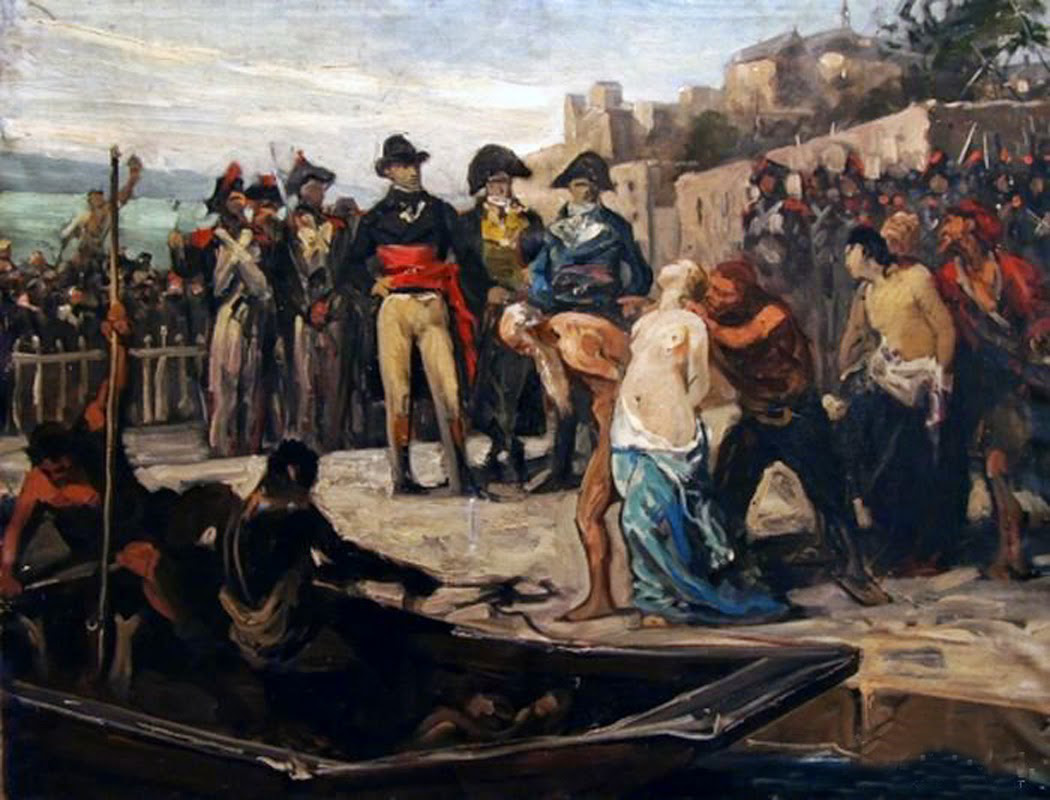
Les noyades polluent l'eau de la Loire au point qu'une ordonnance de police interdit d'en boire.

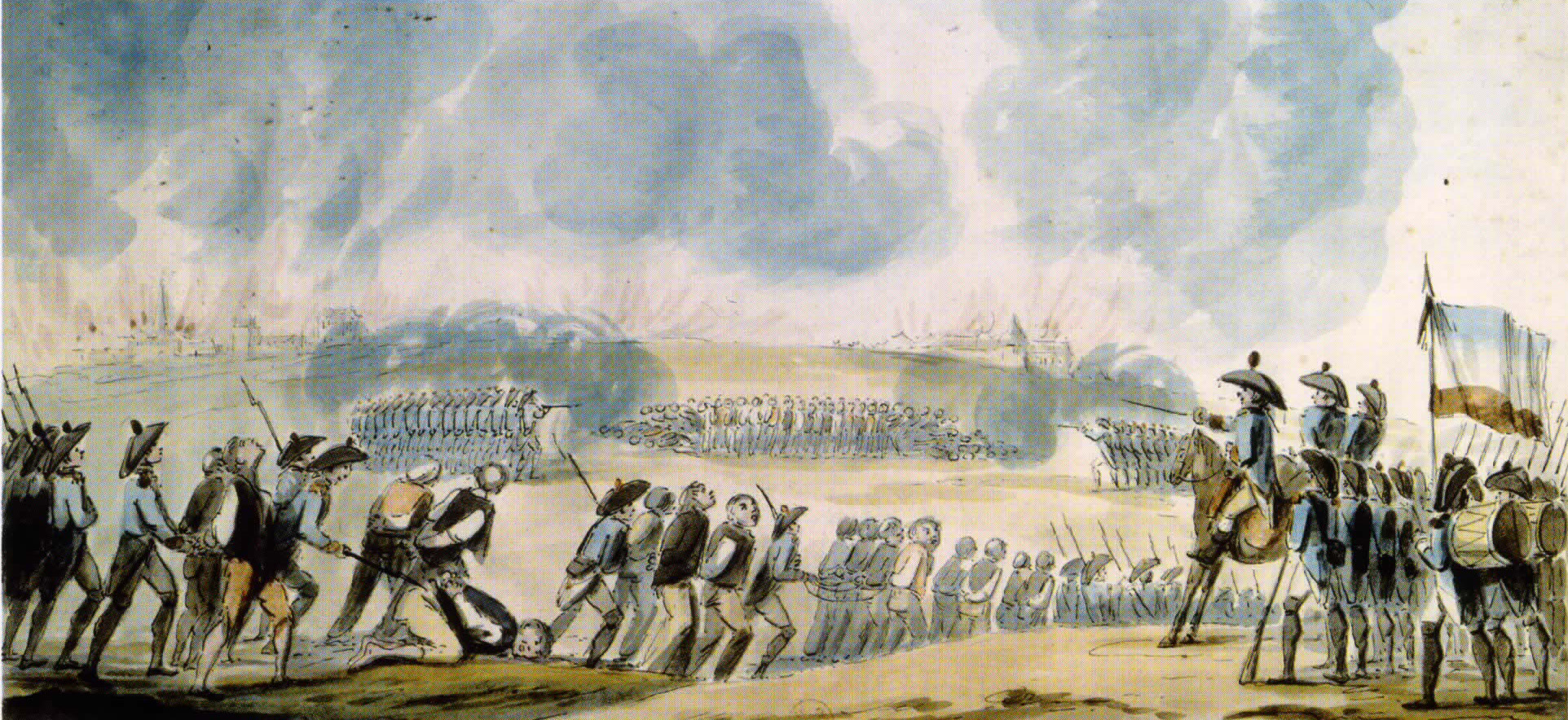
Les exécutions encombrent de cadavres cimetières et rues, abandonnés là en grand nombre.

Selon cette source, détaillée, mais ancienne, les conditions sanitaires qui règnent, lorsque se déclarent les premiers cas de typhus à la prison du Bouffay, sont épouvantables et reconnues comme telles : 
- Immondices dans les prisons et dans la ville : une délégation faisait observer le 26 octobre 1793 « qu'il était urgent de purifier les prisons et de faire enlever les immondices qui encombraient les rues et les places de la ville et qui rendaient l'air insalubre, infect et méphytique, ce qui pouvaient occasionner de grands maux[21]. »
- Pénurie alimentaire : la ville de Nantes souffre de la faim, du fait des troubles occasionnés par la guerre qui ravage le pays ; la disette frappe particulièrement les prisons (rapport au Conseil de la commune du 16 octobre 1793)[21].
- Mais la première cause de la maladie, en tout cas sur le plan de la chronologie, semble bien être l'« encombrement » des prisons, leur surpopulation, cause usuelle du typhus. Cet « encombrement » commence très tôt, dès le printemps de 1793 — donc bien avant l'arrivée de Carrier — et est dû au nombre considérable d'arrestations effectuées par les « patriotes » (rapport du sieur Darbefeuille devant le Conseil de la Commune, dès la séance du 7 avril 1793)[22]. Promiscuité, surpopulation d'un lieu et conditions sanitaires désastreuses sont reconnues comme les causes classiques du typhus, souvent rencontrées d'ailleurs en prison[23].

Ces différents facteurs sont aggravés à Nantes par le nombre de morts laissés sans sépulture dans les rues, et que les chiens viennent dévorer. Le 18 janvier 1794, le substitut de l'agent national devant le Conseil municipal s'en inquiète d'ailleurs ainsi : 

« Tous les brigands ont mordu la poussière, et ceux qui ont échappé au fer de nos soldats républicains ont été faits prisonniers dans nos murs, où ils reçoivent le châtiment dû à leur forfait. Le nombre de ces infâmes est malheureusement trop grand ; il est intéressant qu'ils soient enterrés avec la plus grande précaution, afin qu'après leur mort ils ne nous fassent pas plus de mal que pendant leur vie... Il est bien urgent d'inviter tous les citoyens à faire des fosses profondes et à combler celles qui ne le sont pas assez. »

### Déroulement
L'épidémie commence dans les prisons, pour gagner ensuite les hospices. De là, elle gagne ensuite tous les districts de la ville.
La première prison touchée par le typhus est, au mois d'octobre 1793, voire plus tôt, celle du Bouffay. Comme le signale une lettre au Conseil de la commune du 26 octobre 1793, elle est totalement insalubre, infectée qu'elle est « par les maladies qui y règnent ».
La maladie frappe ensuite l'Entrepôt, de façon d'autant plus intense qu'y sont entassés, dans des conditions d'hygiène inexistantes (propices à l'apparition du typhus, du fait de la présence des poux), hommes, femmes et enfants. D'ailleurs, sur les 22 sentinelles qui sont là, 21 mourront, et la quasi-totalité des membres du Comité de salubrité qui viennent évaluer la situation mourront du typhus.
Les médecins décèlent très tôt la présence de la maladie : Guillaume François Laennec la signale à la prison des Saintes-Claires à la mi-octobre 1793 puis, un peu plus tard Augustin Darbefeuille et Pariset la voient ravager la prison de l'Entrepôt des cafés. La prison du Bouffay n'est pas plus épargnée (elle est considérée comme la première frappée) et plusieurs membres du tribunal révolutionnaire qui siège en ses murs en sont atteints. Goudet, l'accusateur public, en meurt. Le personnel médical et infirmier, les gardes affectés aux prisons la contractent. Le chirurgien, Thomas, voit mourir de nombreuses personnes enfermées, avec une promiscuité très importante en 1794.
La dernière prison touchée par l'épidémie est celle de l'Éperonnière, où le typhus exerce ses derniers ravages en juillet 1794.
L'épidémie de typhus ne s'enraya qu'avec le dégorgement des prisons et l'application beaucoup plus stricte des mesures d'hygiène collective.

### Noyades et fusillades de Nantes
Après une étude détaillée de l'épidémie, le Dr Le Borgne a émis en 1851 une hypothèse sur un lien reliant cette épidémie aux noyades ordonnées par Jean-Baptiste Carrier. Selon cette hypothèse, la nécessité d'évacuer par bateaux les prisonniers atteints du typhus, à la demande de la municipalité représentée par les citoyens Dufo et Devauge, aurait donné à Carrier l'idée d'exécuter en masse les prisonniers, marquant ainsi le début des noyades et des fusillades de Nantes. Cette hypothèse n'est fondée sur aucun élément probant mais semble avoir joué un rôle dans la décision de Carrier. De toute manière, bien avant l'épidémie, les détenus étaient considérés comme « des brigands hors-la-loi » par les révolutionnaires radicaux et donc susceptibles d'être victimes de pratiques génocidaires. D'ailleurs, à la même période, la Vendée militaire était ravagée par le général Turreau avec ses colonnes infernales qui commettaient elles aussi des actes d'extermination sur la population civile.

## Bilan humain
Comme pour la Guerre de Vendée dans son ensemble, le bilan de l'épidémie de typhus de 1793-1794 à Nantes ne peut être établi avec précision, d'autant qu'il se mêle à d'autres causes (épidémies plus mineures, mais nombreuses et diverses, exécutions sommaires...).
Trois aspects principaux sont à considérer :
- Le nombre des prisonniers : il a une grande importance, puisque la surpopulation carcérale est sans doute la cause première du typhus. Selon Reynald Secher, le nombre de personnes détenues à Nantes à la fin de 1793 aurait été de 20 000 prisonniers[31]. Hippolyte Taine, avant lui, ne parlait que de 13 000 prisonniers, mais pas nécessairement à la même date[32], ce qui aurait cependant représenté l'équivalent de 17 % de la population de la ville. Selon Jacques Hussenet, 12 000 à 13 000 personnes au total furent emprisonnées à Nantes pendant la Terreur[9].
- Le nombre de morts du typhus dans les prisons : Hippolyte Taine, en 1881, avance le chiffre de 3 000 prisonniers morts du typhus[33], en 1793 et 1794, chiffre repris ultérieurement à plusieurs reprises[34],[35]. Le nombre de 3 000 personnes décédées dans les prisons est également repris par Jacques Hussenet[9].
- Le nombre de morts du typhus dans l'ensemble de la ville : ici, les évaluations divergent beaucoup plus. Selon le Dr Le Borgne, déjà cité, le bilan total, tant dans les prisons que dans les hospices et dans les divers districts de la ville, aurait été de 10 000 morts[2],[3]. Ce chiffre est à comparer à la population totale de la ville, qui comptait, à cause des réfugiés et prisonniers, 85 000 à 100 000 habitants en 1793-94 (contre 77 000 en 1789)[1].